# Április 21.
Április 21. az év 111. (szökőévben 112.) napja a Gergely-naptár szerint. Az évből még 254 nap van hátra.
Névnapok: Konrád + Abelárd, Adolár, Anasztáz, Anzelm, Anzelma, Kurt, Simeon, Zekő, Zelma, Zelmira, Zsombor

## Események

### Politikai események
- I. e. 753 – A hagyomány szerint Róma alapításának napja.
- I. e. 43 – Aulus Hirtius legyőzi Marcus Antoniust a mutinai csatában, ám az ütközetben életét veszti.
- 1042 – Zoé császárnő és Theodóra császárnő, VIII. Kónsztantinosz bizánci császár leányai társuralkodókként trónra lépnek.
- 1509 – VIII. Henrik angol király trónra lép.
- 1689 – a brassói tűzvész[1]
- 1809 – az eckmühli csata kezdete az osztrák és francia csapatok között.
- 1831 – Gesche Gottfried kivégzése Brémában.
- 1836 –  A Sam Houston vezette texasi hadsereg San Jacintónál legyőzte Antonio Lopez de Santa Anna tábornok mexikói csapatait, biztosítva a Texasi Köztársaság megalapítását.
- 1918 – Manfred von Richthofen német ászpilóta, a Vörös Báró gépét lelövik Vaux-sur-Somme-nál és pilótája meghal.
- 1921 – Albániában megalakul az ország történetének első, választás útján létrejött nemzetgyűlése
- 1960 –  Kihirdetik Brazíliában az alkotmánymódosítást, amely szerint Rio de Janeiro helyett Brazíliaváros (Brasilia) az ország fővárosa.
- 1967 – Görögországban Geórgiosz Papadópulosz vezetésével puccsot hajt végre a hadsereg. Ezt hét évig tartó diktatúra követi.
- 1975 – Nguyễn Văn Thiệu, a Vietnámi Köztársaság utolsó elnöke elmenekül Saigonból, amikor a várost az északiak támadásától védő utolsó állás is elesik.
- 1989 – 100 000 diák gyűlik össze a Tienanmen téren, hogy emlékezzenek Hu Jao-pang kínai reformerre.
- 2006 –  Dnyánendra nepáli király a két hete tartó tüntetések hatására lemond a teljhatalomról, és az ellenzéki pártokat felkéri miniszterelnök-jelöltek állítására

### Tudományos és gazdasági események
- 1972 – Az Apollo–16 Orion nevű holdkompja leszáll a Hold felszínére.

### Sportesemények
Formula–1
- 1985 –  portugál nagydíj, Estoril - Győztes: Ayrton Senna  (Lotus Renault)
- 2013 –  bahreini nagydíj, Bahrain International Circuit -  Győztes: Sebastian Vettel  (Red Bull-Renault)

### Egyéb események
2019 - Srí Lanka-n kilenc helyszínen robbantásos merényletet követtek el. A támadásokban több százan haltak, illetve sérültek meg.

## Születések
- 1488 – Ulrich von Hutten, német tudós, költő, vallási reformer († 1523)
- 1652 – Michel Rolle francia matematikus, ő írta le a róla elnevezett Rolle-tétel első változatát, az egyváltozós valós együtthatójú polinomok esetére († 1719)
- 1799 – Táncsics Mihály magyar író, publicista († 1884)
- 1810 – Házmán Ferenc magyar jogász, politikus, Buda utolsó polgármestere († 1894)
- 1814 – Egressy Béni magyar zeneszerző, a Szózat megzenésítője († 1851)
- 1816 – Charlotte Brontë angol regényíró († 1855)
- 1843 – Schulek Vilmos orvos, szemész, az MTA tagja († 1905)
- 1864 – Max Weber német szociológus, közgazdász, jogász († 1920)
- 1870 – Edwin S. Porter amerikai filmrendező, producer († 1941)
- 1887 – Alexandra Viktória schleswig-holstein-sonderburg-glücksburgi hercegnő († 1957)
- 1895 – Somogyváry Gyula magyar író († 1953)
- 1900 – Hans Fritzsche Az NSDAP tagjaként a Birodalmi Népművelési és Propagandaminisztérium sajtóosztálya  hírszolgálatának vezetője. († 1953)
- 1901 – Gál Sándor magyar színész, érdemes művész († 1966)
- 1922 – Holl Béla piarista szerzetes, irodalomtörténész († 1997)
- 1926 – II. Erzsébet brit királynő († 2022)
- 1930 – Beney Zsuzsa József Attila-díjas magyar költő, író, esszéista, tüdőgyógyász szakorvos († 2006)
- 1935 – Charles Grodin amerikai színész († 2021)
- 1938 – Csire Gabriella romániai magyar író, gyermekíró
- 1941 – Hollósi Frigyes Jászai Mari-díjas magyar színész, érdemes művész († 2012)
- 1947 – Iggy Pop amerikai énekes
- 1958 – Andie MacDowell amerikai színésznő
- 1959 – Robert Smith angol énekes
- 1969 – Toby Stephens angol színész
- 1977 – Koi Gyula jogtudós
- 1979 – Dominic Zamprogna kanadai színész
- 1988 – Robbie Amell kanadai színész
- 1989 – Debreceni András magyar labdarúgó
- 1989 – Szekeres Adrián magyar labdarúgó
- 1991 – Nagy Marcell magyar színész, operatőr, a Sorstalanság c. film főszereplője
- 1991 – Max Chilton brit autóversenyző
- 1991 – Szakács Gergő magyar énekes, a Follow the Flow énekese

## Halálozások
- 1109 – Canterburyi Szent Anzelm teológus, filozófus (* 1033 vagy 1034)
- 1509 – VII. (Tudor) Henrik angol király (* 1457)
- 1552 – Petrus Apianus német reneszánsz tudós (* 1495)
- 1574 – I. Cosimo de’ Medici Firenze hercege (* 1519)
- 1699 – Jean Racine francia költő, drámaíró (* 1639)
- 1736 – Savoyai Jenő herceg (er. Eugène de Savoie-Carignan francia gróf), német-római császári tábornok, sikeres hadvezér (* 1663)
- 1850 – ifj. báró Wesselényi Miklós magyar író, az „árvízi hajós”, a magyar reformellenzék egyik vezére (* 1796)
- 1861 – Balogh Melanie magyar költő (* 1837)
- 1871 – Nyáry Pál politikus, Pest vármegye alispánja, képviselő, az Országos Honvédelmi Bizottmány tagja (* 1805)
- 1873 – Urházy György újságíró, író, országgyűlési képviselő, honvédtiszt, az MTA tagja (* 1823)
- 1888 – Szamossy Elek magyar festőművész, litográfus (* 1826)
- 1893 – Markusovszky Lajos magyar orvos, egészségügyi reformer (* 1815)
- 1918 – Manfred von Richthofen az 1. világháború legeredményesebb vadászpilótája, ismert nevén a vörös báró (* 1892)
- 1934 – Carsten Egeberg Borchgrevink norvég-angol származású felfedező, sarkkutató (* 1864)
- 1936 – Baditz Ottó magyar festőművész (* 1849)
- 1946 – John Maynard Keynes angol matematikus, közgazdász, a modern makroökonómia megteremtője (* 1883)
- 1965 – Edward Victor Appleton Nobel-díjas angol fizikus (* 1892)
- 1988 – Kovács György hidrológus, vízgazdálkodási mérnök, az MTA tagja (* 1925)
- 1992 – Sándor Böske magyar színésznő (* 1901)
- 1996 – Zora Duntov (Zora Arkus-Duntov) amerikai autóversenyző (* 1910)
- 2002 – Victor Frederick Weisskopf osztrák-amerikai fizikus (* 1908)
- 2003 – Nina Simone amerikai énekesnő, zongorista, emberjogi aktivista (* 1933)
- 2007 – Palásti Pál magyar rádiós és televíziós zenei rendező, szerkesztő, a Magyar Televízió örökös tagja (* 1929)
- 2015 – Konrád Ferenc olimpiai bajnok magyar vízilabdázó (* 1945)
- 2016 – Prince amerikai énekes, zenész, dalszövegíró (* 1958)
- 2022 – Markó Iván Kossuth-díjas magyar táncművész, koreográfus, balettigazgató (* 1947)
- 2025 – Ferenc pápa (* 1936)

## Nemzeti ünnepek, emléknapok, világnapok
- Óvoda-nap: Friedrich Fröbel német pedagógus és óvodaalapító születésének (1782) emlékére tartják.
- Bölcsődék napja: szakmai ünnep, kifejezve a társadalom megbecsülését a bölcsődei dolgozók által teremtett értékek iránt (Szociális és Munkaügyi Minisztérium, az első magyar bölcsőde megnyitásának emlékére[2]).